# São Julião (Setúbal)
A Freguesia de São Julião é uma antiga freguesia portuguesa do Município de Setúbal, a qual tinha 4,08 km² de área e 16 740 habitantes (2011), e, por isso, uma densidade populacional de 4 102,9 hab/km². 
Era uma zona da cidade de Setúbal e englobava os bairros de Ferro de Engomar, Amoreiras, Bairro do Liceu, Vanicelos, Urbisado, Algodeia e Baixa.
Foi extinta (agregada), em 2013, no âmbito de uma reforma administrativa nacional, tendo sido agregada às freguesias de Nossa Senhora da Anunciada e Santa Maria da Graça, para formar uma nova freguesia denominada União das Freguesias de Setúbal (São Julião, Nossa Senhora da Anunciada e Santa Maria da Graça).

## População
| População da freguesia de Setúbal (São Julião) | População da freguesia de Setúbal (São Julião) | População da freguesia de Setúbal (São Julião) | População da freguesia de Setúbal (São Julião) | População da freguesia de Setúbal (São Julião) | População da freguesia de Setúbal (São Julião) | População da freguesia de Setúbal (São Julião) | População da freguesia de Setúbal (São Julião) | População da freguesia de Setúbal (São Julião) | População da freguesia de Setúbal (São Julião) | População da freguesia de Setúbal (São Julião) | População da freguesia de Setúbal (São Julião) | População da freguesia de Setúbal (São Julião) | População da freguesia de Setúbal (São Julião) | População da freguesia de Setúbal (São Julião) |
| ---------------------------------------------- | ---------------------------------------------- | ---------------------------------------------- | ---------------------------------------------- | ---------------------------------------------- | ---------------------------------------------- | ---------------------------------------------- | ---------------------------------------------- | ---------------------------------------------- | ---------------------------------------------- | ---------------------------------------------- | ---------------------------------------------- | ---------------------------------------------- | ---------------------------------------------- | ---------------------------------------------- |
| 1864                                           | 1878                                           | 1890                                           | 1900                                           | 1911                                           | 1920                                           | 1930                                           | 1940                                           | 1950                                           | 1960                                           | 1970                                           | 1981                                           | 1991                                           | 2001                                           | 2011                                           |
| 3 376                                          | 3 836                                          | 4 270                                          | 4 942                                          | 6 249                                          | 6 407                                          | 6 340                                          | 6 086                                          | 5 982                                          | 5 534                                          | 8 176                                          | 15 006                                         | 15 686                                         | 17 070                                         | 16 740                                         |

| Distribuição da População por Grupos Etários | Distribuição da População por Grupos Etários | Distribuição da População por Grupos Etários | Distribuição da População por Grupos Etários | Distribuição da População por Grupos Etários | Distribuição da População por Grupos Etários | Distribuição da População por Grupos Etários | Distribuição da População por Grupos Etários | Distribuição da População por Grupos Etários | Distribuição da População por Grupos Etários |
| -------------------------------------------- | -------------------------------------------- | -------------------------------------------- | -------------------------------------------- | -------------------------------------------- | -------------------------------------------- | -------------------------------------------- | -------------------------------------------- | -------------------------------------------- | -------------------------------------------- |
| Ano                                          | 0-14 Anos                                    | 15-24 Anos                                   | 25-64 Anos                                   | > 65 Anos                                    |                                              | 0-14 Anos                                    | 15-24 Anos                                   | 25-64 Anos                                   | > 65 Anos                                    |
| 2001                                         | 2 312                                        | 2 358                                        | 9 680                                        | 2 720                                        |                                              | 13,5%                                        | 13,8%                                        | 56,7%                                        | 15,9%                                        |
| 2011                                         | 2 199                                        | 1 733                                        | 9 160                                        | 3 648                                        |                                              | 13,1%                                        | 10,4%                                        | 54,7%                                        | 21,8%                                        |

Média do País no censo de 2001:  0/14 Anos-16,0%; 15/24 Anos-14,3%; 25/64 Anos-53,4%; 65 e mais Anos-16,4%
Média do País no censo de 2011:   0/14 Anos-14,9%; 15/24 Anos-10,9%; 25/64 Anos-55,2%; 65 e mais Anos-19,0%

## Património
- Cruzeiro de Setúbal ou Cruzeiro do Largo de Jesus
- Igreja do antigo Mosteiro de Jesus ou Convento de Jesus de Setúbal (incluindo claustro e primitiva casa do Capítulo)
- Igreja de São Julião de Setúbal
- Edifício do Grande Salão Recreio do Povo
- Aqueduto de Setúbal ou Aqueduto dos Arcos ou Aqueduto da Estrada dos Arcos
- Ermida de Nossa Senhora do Livramento (incluindo recheio) - Capela da antiga confraria de marinheiros e de pescadores
- Fábrica romana de Salga, nas caves do edifício na Travessa de Frei Gaspar, 10
- Escadaria que dá acesso ao átrio superior da Misericórdia

## Política

### Eleições autárquicas

#### Junta de Freguesia
| Partido      | %    | M    | %    | M    | %    | M    | %    | M    | %    | M    | %    | M    | %    | M    | %    | M    | %    | M    | %    | M    |
| Partido      | 1976 | 1976 | 1979 | 1979 | 1982 | 1982 | 1985 | 1985 | 1989 | 1989 | 1993 | 1993 | 1997 | 1997 | 2001 | 2001 | 2005 | 2005 | 2009 | 2009 |
| ------------ | ---- | ---- | ---- | ---- | ---- | ---- | ---- | ---- | ---- | ---- | ---- | ---- | ---- | ---- | ---- | ---- | ---- | ---- | ---- | ---- |
| PS           | 43,1 | 5    | 19,0 | 4    | 30,2 | 6    | 58,8 | 8    | 44,6 | 6    | 45,9 | 7    | 35,3 | 5    | 23,5 | 3    | 23,8 | 3    | 29,5 | 4    |
| FEPU/APU/CDU | 23,8 | 3    | 30,7 | 6    | 28,8 | 6    | 23,4 | 3    |      |      | 16,9 | 2    | 23,1 | 3    | 34,3 | 5    | 24,3 | 3    | 22,6 | 3    |
| PPD/PSD      | 22,8 | 3    |      |      | 25,7 | 5    |      |      |      |      | 24,8 | 3    | 30,3 | 5    |      |      | 37,5 | 6    | 26,2 | 4    |
| AD           |      |      | 46,1 | 9    |      |      |      |      |      |      |      |      |      |      |      |      |      |      |      |      |
| CDS-PP       |      |      |      |      | 11,9 | 2    |      |      |      |      | 8,2  | 1    | 4,3  |      |      |      | 2,6  |      | 11,3 | 1    |
| PRD          |      |      |      |      |      |      | 14,3 | 2    |      |      |      |      |      |      |      |      |      |      |      |      |
| PSD-CDS-PPM  |      |      |      |      |      |      |      |      | 31,7 | 4    |      |      |      |      | 29,3 | 4    |      |      |      |      |
| PCP-PEV-PRD  |      |      |      |      |      |      |      |      | 19,5 | 3    |      |      |      |      |      |      |      |      |      |      |
| IND          |      |      |      |      |      |      |      |      |      |      |      |      |      |      | 6,9  | 1    |      |      |      |      |
| B.E.         |      |      |      |      |      |      |      |      |      |      |      |      |      |      | 3,1  |      | 6,6  | 1    | 6,8  | 1    |

1. ↑  Diário da República, 1.ª Série, n.º 19, Lei n.º 11-A/2013 de 28 de janeiro (Reorganização administrativa do território das freguesias). Acedido a 2 de fevereiro de 2013.
2. ↑  Instituto Nacional de Estatística (Recenseamentos Gerais da População) - https://www.ine.pt/xportal/xmain?xpid=INE&xpgid=ine_publicacoes